# Cotton College
Il Cotton College è una delle principali istituzioni educative dell'Assam, in India.
Il college venne fondato nel 1901 da sir Henry John Stedman Cotton, l'allora chief commissioner dell'Assam (nel 1906 sarebbe diventato deputato per il Partito Liberale a Londra).
Attualmente il college offre programmi di Higher Secondary School Leaving Certificate (HSSLC), Bachelor of Arts (BA), Bachelor of Sciences (BSc), Master of Arts (MA), Master of Sciences (MSc) e dottorato di ricerca (PhD).

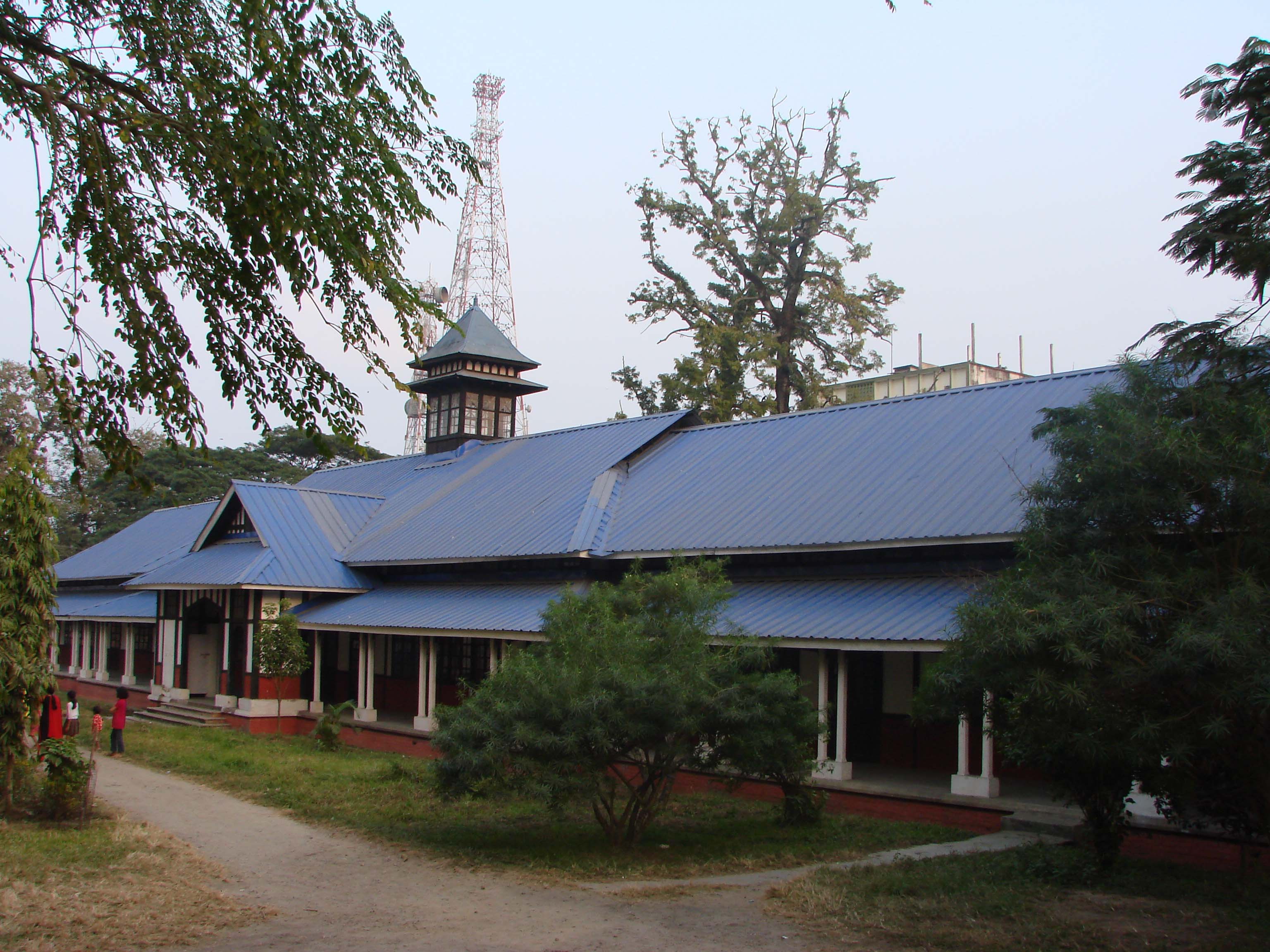
Il Cotton College